# Dave Bartholomew
Dave Bartholomew   (Edgard, 24 de desembre de 1918 - Metairie, 23 de juny de 2019) va ser un músic, cap de banda, compositor, arranjador i productor de discos nord-americà. Va ser destacat en la música de Nova Orleans durant la segona meitat del segle xx. Originalment trompetista, va estar actiu en molts gèneres musicals, incloent Rhythm and blues, big band, música swing, rock and roll, jazz de Nova Orleans i Dixieland. En la seva entrada al Saló de la Fama del Rock and Roll, va ser citat com una figura clau en la transició del jump blues i el swing al R&B i com "un dels millors músics de la Crescent City i un autèntic pioner en la revolució del rock and roll".
Molts músics han enregistrat les cançons de Bartholomew, però la seva col·laboració amb Fats Domino va produir alguns dels seus majors èxits. A mitjans de la dècada de 1950 van escriure més de quaranta èxits per a Imperial Records, incloent l'èxit de la llista popular Billboard "Ain't That a Shame". Entre les altres cançons d'èxit de Bartholomew com a compositor hi ha "I Hear You Knocking", "Blue Monday", "I'm Walkin '", "My Ding-a-Ling" i "One Night". Va ser membre del "Saló de la Fama dels Compositors", del "Rock and Roll Hall of Fame" i del "Louisiana Music Hall of Fame".

## Biografia
Primers anys de vida 

Davis Bartholomew, va néixer el 24 de desembre de 1918 a Edgard, Louisiana, de Mary i Louis Bartholomew. Va aprendre a tocar l'instrument preferit del seu pare, la tuba, després va agafar la trompeta, que li va ensenyar Peter Davis, que també havia tutelat Louis Armstrong. Cap al 1933, Bartholomew es va traslladar amb els seus pares a Nova Orleans, on va tocar en bandes de jazz brass locals, incloent Papa Celestin, així com la banda de Fats Pichon en un vaixell fluvial del Mississipi. Es va fer càrrec de la banda de Pichon el 1941, i després d'una estada a la banda de Jimmie Lunceford es va unir a l'exèrcit dels Estats Units durant la Segona Guerra Mundial. Va desenvolupar habilitats d'escriptura i arranjament com a membre de la Banda de les Forces Terrestres de l'Exèrcit.

## Carrera de música antiga
Al final de la guerra, Bartholomew va tornar a Nova Orleans i, al novembre de 1945, havia començat a dirigir la seva pròpia banda de ball, Dave Bartholomew and the Dew Droppers, que portava el nom d'un hotel i discoteca local ja desaparegut, el "Dew Drop Inn". La banda es va popularitzar localment, es va descriure com "la base del R&B a la ciutat", i, segons l'historiador de la música Robert Palmer, va ser un "model per a les primeres bandes de rock and roll de tot el món". Un periodista local va escriure sobre la banda, el juny de 1946: "Dient-ho de forma suau, fan que la casa sigui "rockera". El 1947, el propietari del club, Don Robey, els va convidar a actuar a Houston, Texas, on es va conèixer Bartholomew. Lew Chudd, el fundador d'Imperial Records.
Bartholomew i la seva banda van fer els seus primers enregistraments, incloent "She's Got Great Big Eyes", a l'estudi de Cosimo Matassa a Nova Orleans per a "De Luxe Records" el setembre de 1947. El seu primer èxit va ser "Country Boy", atribuït a Dave Bartholomew i la seva Orquestra, que va arribar al número 14 de la llista nacional de Billboard R&B a principis de 1950. Membres destacats de la banda, a més de Bartholomew amb trompeta i veus ocasionals, eren els saxofonistes Alvin Tyler, Herb Hardesty i Clarence Hall, el baixista Frank Fields, el guitarrista Ernest McLean, el pianista Salvador Doucette i el bateria Earl Palmer. Més tard es va unir al saxofonista Lee Allen.

Dos anys després de conèixer-se per primera vegada a Houston, Lew Chudd va demanar a Bartholomew que es convertís en l'home d'A&R de l'Imperial a Nova Orleans. Bartholomew va produir els primers èxits nacionals d'Imperial, "3 x 7 = 21", escrit per ell i enregistrat per la cantant Jewel King, i "The Fat Man", gravat el desembre de 1949 per un jove pianista, Fats Domino. "The Fat Man", basat en el tema "Junker's Blues", amb lletres reescrites per Bartholomew i Domino per atraure un públic més ampli va arribar al número 2 de la llista de R&B i va vendre més d'un milió còpies, iniciant la carrera de Domino. Ambdós discos presentaven la banda de Bartholomew, igual que una successió de nous èxits durant la dècada de 1950. Els "arranjaments genials i constants" de Bartolomé van contribuir a l'èxit de la música. Cosimo Matassa va dir: 
| «                | "Moltes vegades crec que la gran salvació de Fats va ser que Dave va poder ser prou sever i rígid com per insistir en que es fessin les coses ... Va ser ferm com podia ser sobre la disciplina dels músics." | » |
| — Cosimo Matassa | |   |

Bartholomew va deixar Imperial després d'un desacord amb Chudd a finals de 1950, i durant dos anys va gravar per a altres segells, inclosos "Decca, King i Specialty". Entre els seus enregistraments a King hi havia "My Ding-a-Ling", que Bartholomew va escriure i va enregistrar per primera vegada el gener de 1952; la cançó va ser gravada més tard per Chuck Berry, que va tenir un èxit internacional el 1972, tot i que Berry va canviar substancialment l'arranjament i els versos de la cançó i va reclamar el crèdit per haver-la escrit. Mentre estava a Specialty, Bartholomew va produir l'enregistrament de Lloyd Price de "Lawdy Miss Clawdy", on apareixia Domino (sense acreditar) al piano. El single va arribar al número 1 de la llista de R&B a mitjan 1952.
Després d'aquest èxit, Bartholomew va tornar a Imperial per treballar de nou en els enregistraments de Domino, co-escrivint i produint una sèrie d'èxits de R&B. El creuament de Domino a la llista popular va arribar el 1955 amb "Ain't That a Shame" (inicialment titulat "Ain't It A Shame"), sobre el qual Bartholomew va intentar deliberadament que l'estil de Domino fos més atractiu per als compradors de discos blancs. A finals dels anys cinquanta i principis dels seixanta van seguir altres èxits: "I'm in Love Again" i "Blue Monday" (tots dos el 1956), "I'm Walkin '" (1957), "I'm Gonna Be a Wheel Someday "(1959)," Let the Four Winds Blow "(1961) - tots coescrits i produïts per Bartholomew - i" Blueberry Hill "(1956) i" Walking to New Orleans "(1960), també produïts per Bartholomew.
Durant el mateix període, Bartholomew va escriure, arreglar i produir enregistraments de molts altres artistes imperials, inclòs Smiley Lewis (per a qui Bartholomew va escriure "I Hear You Knocking" i "One Night", tots dos van ser èxits i van ser gravats posteriorment per altres músics), les Aranyes, Chris Kenner, Earl King, Tommy Ridgley, Robert Parker, T-Bone Walker, Roy Brown, Frankie Ford i Shirley Goodman (que van gravar per "Aladdin Records" i per a qui Bartholomew va produir "Let the Good Times Roll" "). Diverses de les cançons de Bartholomew van ser posteriorment cobertes per altres músics. "Ain't That A Shame" va ser enregistrat amb èxit per Pat Boone; "I Hear You Knocking" va ser un èxit per a Gale Storm als anys 50 i ave Edmunds als 70; "One Night" i "Witchcraft" van ser èxits per a Elvis Presley; i "I'm Walkin '" va ser un èxit per a Ricky Nelson. En diverses de les seves cançons, es va donar un mèrit de co-escriptura a la seva dona, Pearl King (de vegades confosa amb el músic Earl King).

## Més tard la vida i la mort
Després que "Imperial" es vengués a "Liberty Records" a Los Angeles el 1963, Bartholomew va romandre a Nova Orleans, treballant per a "Trumpet Records" i "Mercury Records" i després establir el seu propi segell, "Broadmoor Records", el 1967. L'etiqueta es va plegar l'any següent, quan el seu distribuïdor, "Dover Records", es va esfondrar.
Als anys setanta i vuitanta, Bartholomew va liderar una banda de jazz tradicional Dixieland a Nova Orleans, publicant un àlbum, Dave Bartholomew's New Orleans Jazz Band, el 1981. També va participar en les gires internacionals de Fats Domino durant aquest període. Va ingressar al Saló de la Fama del Rock and Roll com a intèrpret el 1991 i va publicar dos discos més en aquesta dècada, Dave Bartholomew and the Maryland Jazz Band (1995) i New Orleans Big Beat (1998), mentre continuava fent aparicions ocasionals amb la seva banda en festivals.
Bartholomew es va casar amb Pearl King el 1942. Després de la seva mort de Pearl el 1967 es va casar amb Rhea (nata Douse), amb qui va tenir quatre fills i una filla. Va romandre resident a Nova Orleans i va celebrar el seu centenari aniversari la nit de Nadal del 2018, però els plans per a un concert de celebració es van suspendre després de ser hospitalitzat.
Bartholomew va morir d'insuficiència cardíaca a l'Hospital General East Jefferson de Metairie, Louisiana, el 23 de juny de 2019.